# Lindesjön, Bohuslän
Lindesjön är en sjö i Kungälvs kommun i Bohuslän och ingår i Göta älvs huvudavrinningsområde. Lindesjön ligger i Svartedalen Natura 2000-område. Sjön är 7 meter djup, har en yta på 0,031 kvadratkilometer och befinner sig 111,4 meter över havet.

## Bilder

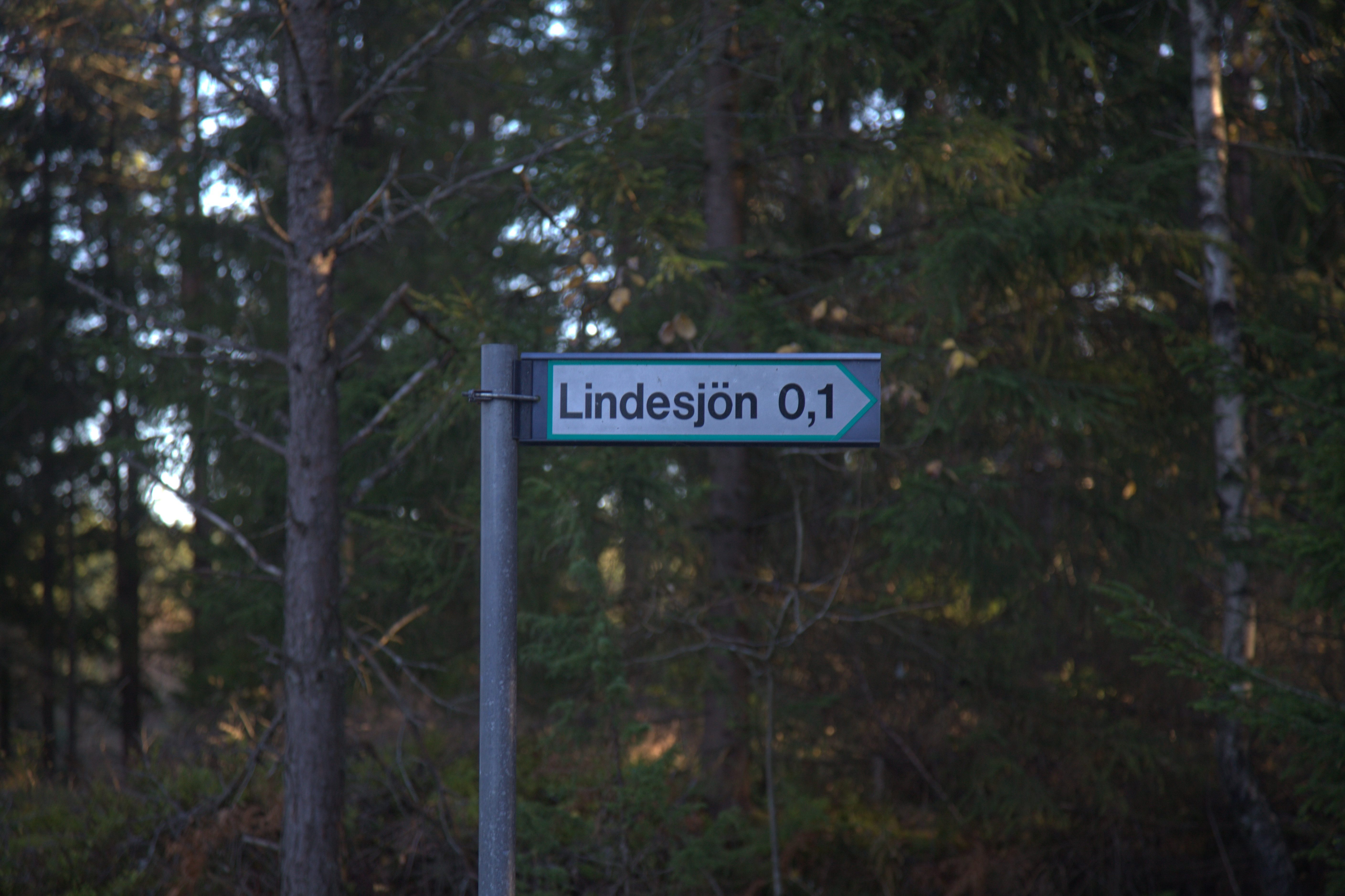
Skylt vid vägen mot sjön
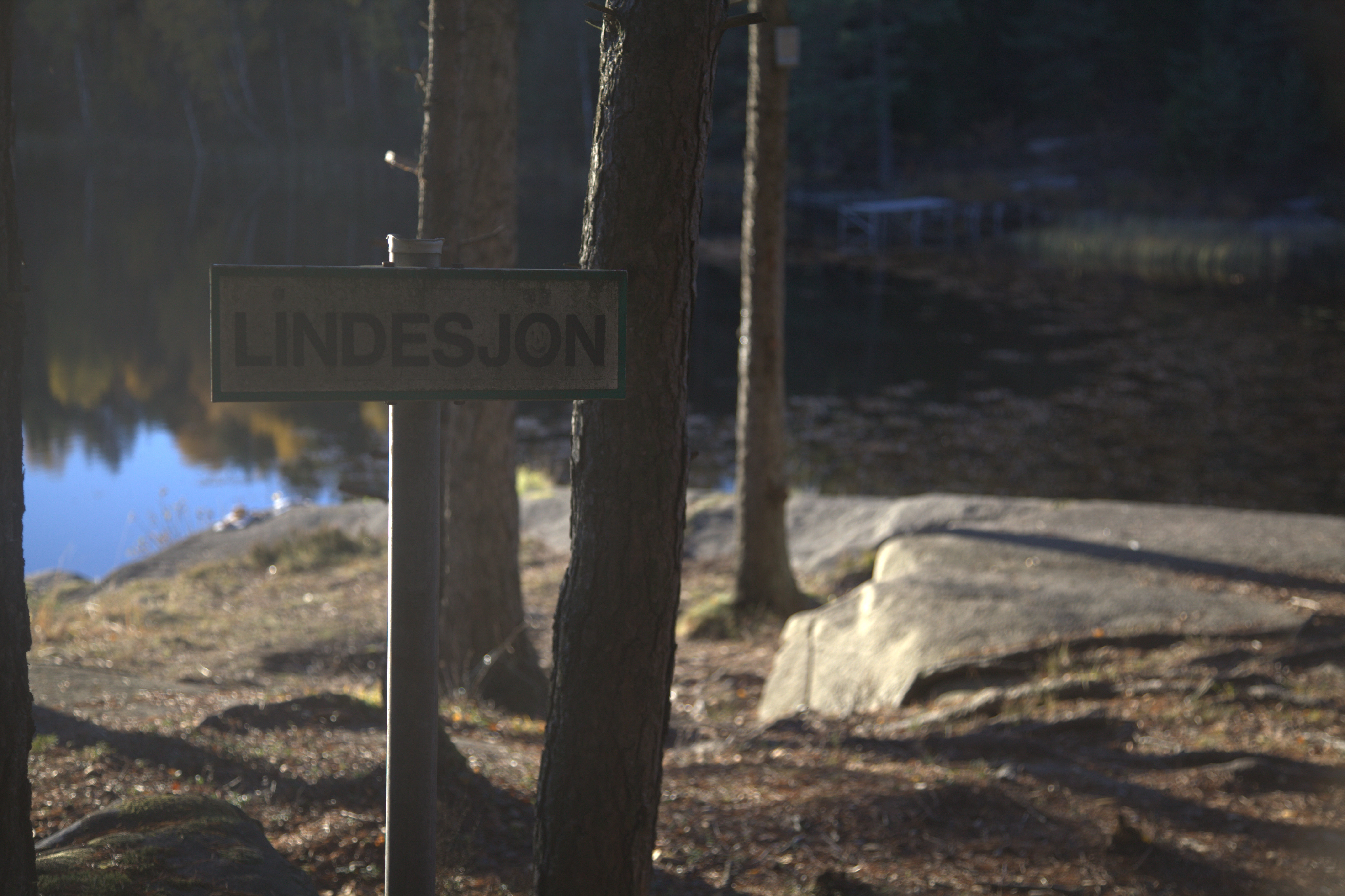
Skylt vid sjön
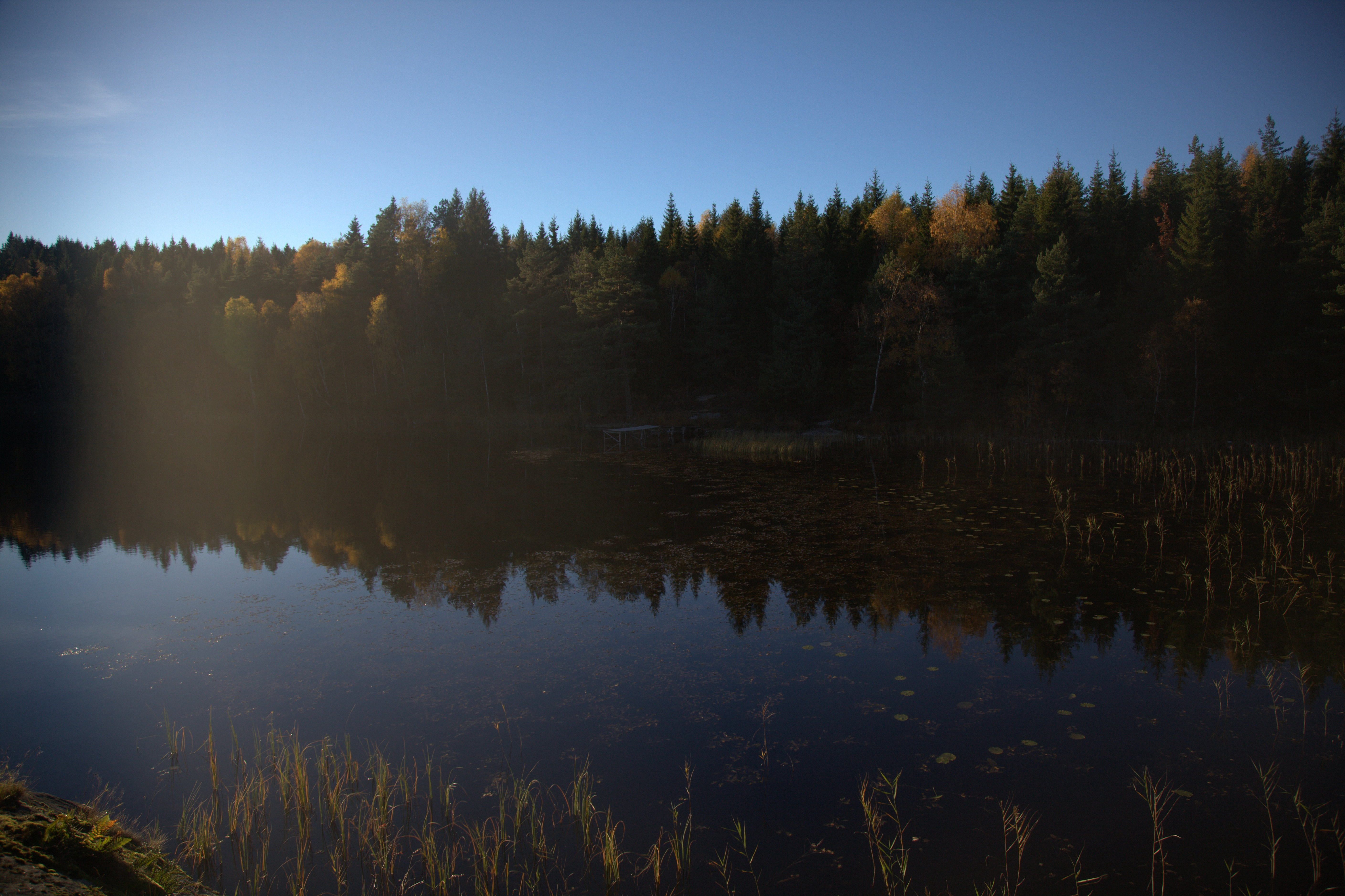
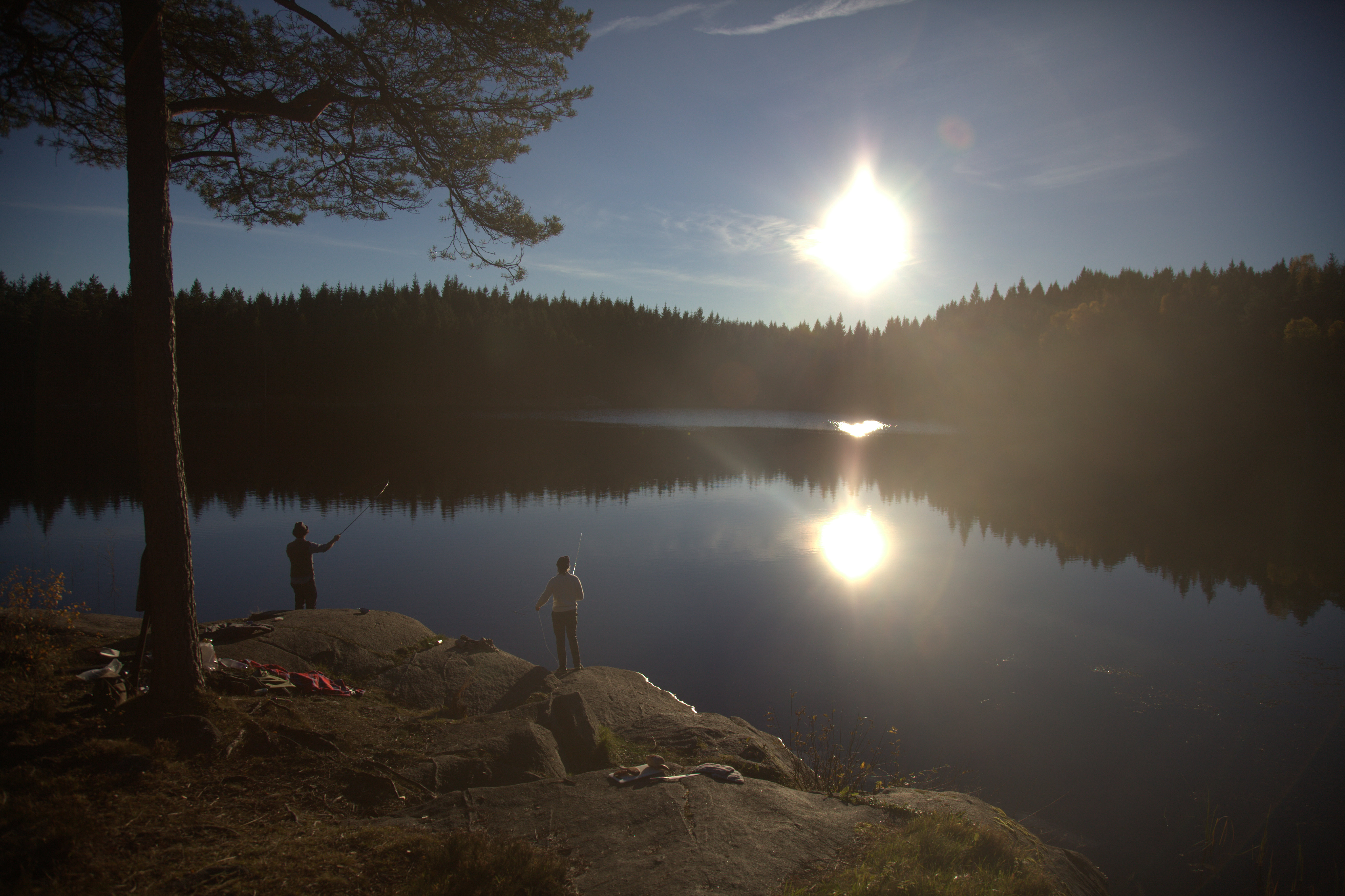
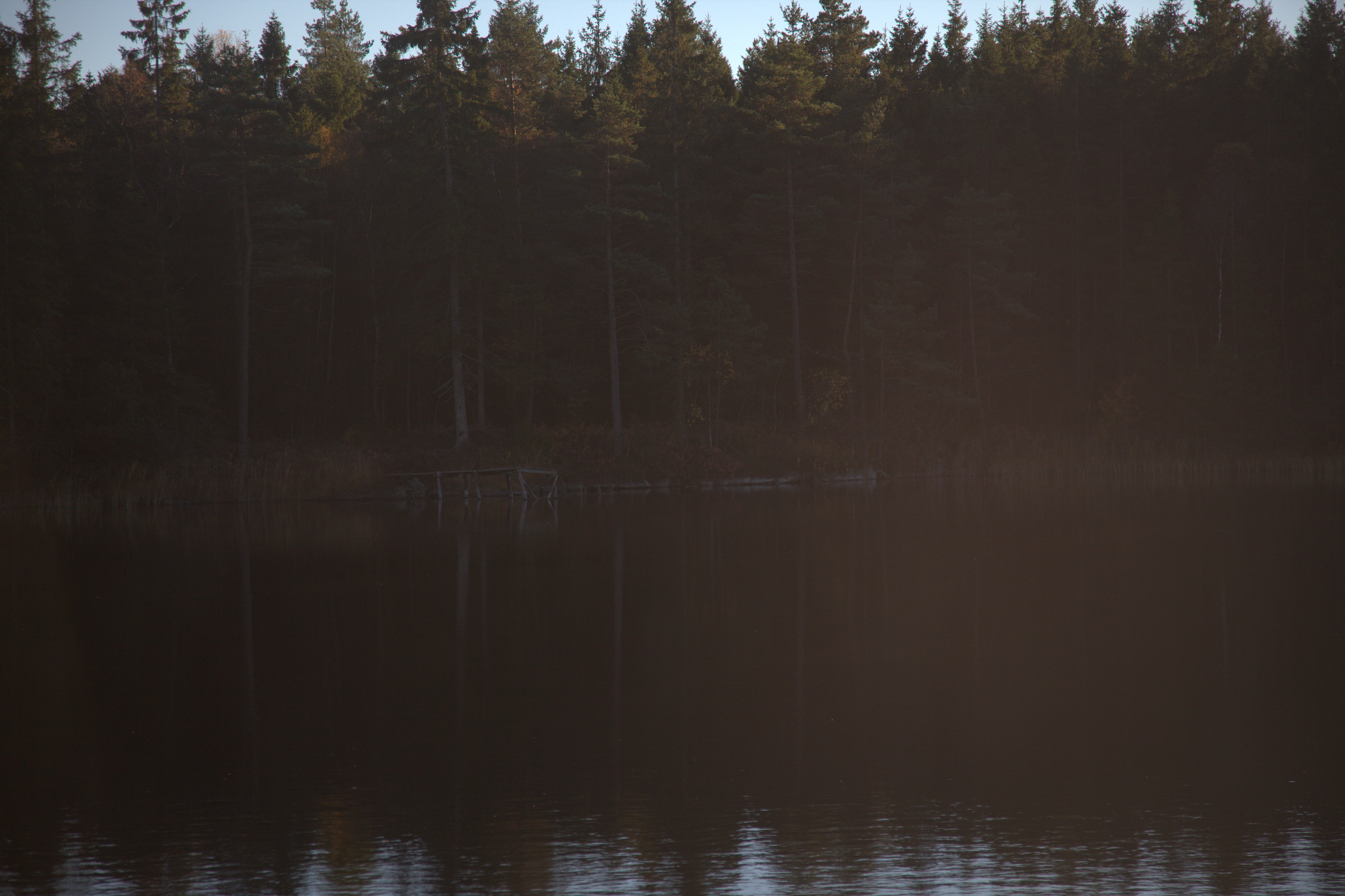
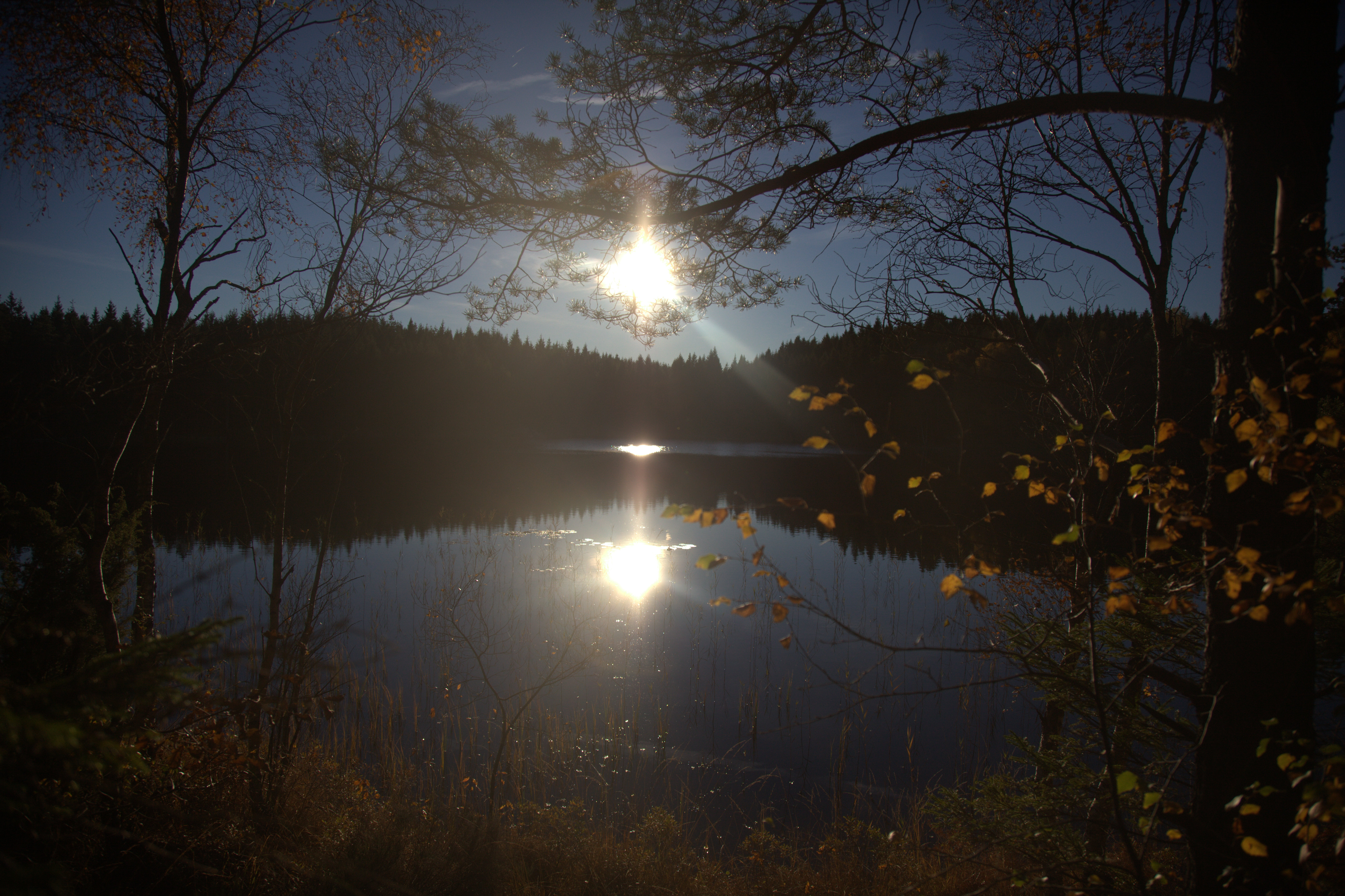